# Lijst van voetbalinterlands Bolivia - Uruguay
Deze lijst van voetbalinterlands is een overzicht van alle officiële voetbalwedstrijden tussen de nationale teams van Bolivia en Uruguay. De Zuid-Amerikaanse landen speelden tot op heden 48 keer tegen elkaar. Het eerste duel was een duel in de strijd om de Copa América 1926, gespeeld op 28 oktober 1926 in Santiago (Chili). De laatste ontmoeting, een kwalificatiewedstrijd voor het Wereldkampioenschap voetbal 2026, vond plaats in El Alto op 25 maart 2025.

## Wedstrijden
| №  | Plaats          | Datum             | Competitie           | Wedstrijd         | Uitslag |
| -- | --------------- | ----------------- | -------------------- | ----------------- | ------- |
| 1  | Santiago        | 28 oktober 1926   | Copa América 1926    | Uruguay – Bolivia | 6 – 0   |
| 2  | Lima            | 9 november 1927   | Copa América 1927    | Uruguay – Bolivia | 9 – 0   |
| 3  | Santiago        | 15 februari 1945  | Copa América 1945    | Bolivia – Uruguay | 0 – 2   |
| 4  | Avellaneda      | 29 januari 1946   | Copa América 1946    | Uruguay – Bolivia | 5 – 0   |
| 5  | Guayaquil       | 9 december 1947   | Copa América 1947    | Uruguay – Bolivia | 3 – 0   |
| 6  | Rio de Janeiro  | 17 april 1949     | Copa América 1949    | Bolivia – Uruguay | 3 – 2   |
| 7  | Belo Horizonte  | 2 juli 1950       | WK 1950              | Uruguay – Bolivia | 8 – 0   |
| 8  | Lima            | 25 februari 1953  | Copa América 1953    | Bolivia – Uruguay | 0 – 2   |
| 9  | Buenos Aires    | 8 maart 1959      | Copa América 1959    | Uruguay – Bolivia | 7 – 0   |
| 10 | La Paz          | 15 juli 1961      | WK 1962 kwalificatie | Bolivia – Uruguay | 1 – 1   |
| 11 | Montevideo      | 30 juli 1961      | WK 1962 kwalificatie | Uruguay – Bolivia | 2 – 1   |
| 12 | Montevideo      | 17 januari 1967   | Copa América 1967    | Uruguay – Bolivia | 4 – 0   |
| 13 | La Paz          | 27 februari 1977  | WK 1978 kwalificatie | Bolivia – Uruguay | 1 – 0   |
| 14 | Montevideo      | 27 maart 1977     | WK 1978 kwalificatie | Uruguay – Bolivia | 2 – 2   |
| 15 | Cochabamba      | 9 november 1980   | Vriendschappelijk    | Bolivia – Uruguay | 1 – 3   |
| 16 | Maldonado       | 11 december 1980  | Vriendschappelijk    | Uruguay – Bolivia | 5 – 0   |
| 17 | Cochabamba      | 6 februari 1985   | Vriendschappelijk    | Bolivia – Uruguay | 0 – 1   |
| 18 | Montevideo      | 23 juni 1987      | Vriendschappelijk    | Uruguay – Bolivia | 2 – 1   |
| 19 | Santa Cruz      | 8 juni 1989       | Vriendschappelijk    | Bolivia – Uruguay | 0 – 0   |
| 20 | Montevideo      | 14 juni 1989      | Vriendschappelijk    | Uruguay – Bolivia | 1 – 0   |
| 21 | Goiânia         | 4 juli 1989       | Copa América 1989    | Uruguay – Bolivia | 3 – 0   |
| 22 | La Paz          | 3 september 1989  | WK 1990 kwalificatie | Bolivia – Uruguay | 2 – 1   |
| 23 | Montevideo      | 17 september 1989 | WK 1990 kwalificatie | Uruguay – Bolivia | 2 – 0   |
| 24 | Valparaíso      | 7 juli 1991       | Copa América 1991    | Uruguay – Bolivia | 1 – 1   |
| 25 | La Paz          | 8 augustus 1993   | WK 1994 kwalificatie | Bolivia – Uruguay | 3 – 1   |
| 26 | Montevideo      | 12 september 1993 | WK 1994 kwalificatie | Uruguay – Bolivia | 2 – 1   |
| 27 | Montevideo      | 16 juli 1995      | Copa América 1995    | Uruguay – Bolivia | 2 – 1   |
| 28 | Montevideo      | 8 oktober 1996    | WK 1998 kwalificatie | Uruguay – Bolivia | 1 – 0   |
| 29 | La Paz          | 18 juni 1997      | Copa América 1997    | Bolivia – Uruguay | 1 – 0   |
| 30 | La Paz          | 20 juli 1997      | WK 1998 kwalificatie | Bolivia – Uruguay | 1 – 0   |
| 31 | Montevideo      | 29 maart 2000     | WK 2002 kwalificatie | Uruguay – Bolivia | 1 – 0   |
| 32 | La Paz          | 15 november 2000  | WK 2002 kwalificatie | Bolivia – Uruguay | 0 – 0   |
| 33 | Medellín        | 13 juli 2001      | Copa América 2001    | Bolivia – Uruguay | 0 – 1   |
| 34 | Montevideo      | 7 september 2003  | WK 2006 kwalificatie | Uruguay – Bolivia | 5 – 0   |
| 35 | La Paz          | 12 oktober 2004   | WK 2006 kwalificatie | Bolivia – Uruguay | 0 – 0   |
| 36 | San Cristóbal   | 30 juni 2007      | Copa América 2007    | Uruguay – Bolivia | 1 – 0   |
| 37 | Montevideo      | 13 oktober 2007   | WK 2010 kwalificatie | Uruguay – Bolivia | 5 – 0   |
| 38 | La Paz          | 14 oktober 2008   | WK 2010 kwalificatie | Bolivia – Uruguay | 2 – 2   |
| 39 | Montevideo      | 7 oktober 2011    | WK 2014 kwalificatie | Uruguay – Bolivia | 4 – 2   |
| 40 | La Paz          | 16 oktober 2012   | WK 2014 kwalificatie | Bolivia − Uruguay | 4 − 1   |
| 41 | La Paz          | 8 oktober 2015    | WK 2018 kwalificatie | Bolivia − Uruguay | 0 − 2   |
| 42 | Montevideo      | 10 oktober 2017   | WK 2018 kwalificatie | Uruguay − Bolivia | 4 − 2   |
| 43 | Cuiabá          | 24 juni 2021      | Copa América 2021    | Bolivia − Uruguay | 0 − 2   |
| 44 | Montevideo      | 5 september 2021  | WK 2022 kwalificatie | Uruguay − Bolivia | 4 − 2   |
| 45 | La Paz          | 16 november 2021  | WK 2022 kwalificatie | Bolivia − Uruguay | 3 − 0   |
| 46 | Montevideo      | 21 november 2023  | WK 2026 kwalificatie | Uruguay − Bolivia | 3 − 0   |
| 47 | East Rutherford | 27 juni 2024      | Copa América 2024    | Uruguay − Bolivia | 5 − 0   |
| 48 | El Alto         | 25 maart 2025     | WK 2026 kwalificatie | Bolivia − Uruguay | 0 – 0   |

## Samenvatting
| Competitie        | Totaal gespeeld | Winst Bolivia | Gelijk | Winst Uruguay | Doelsaldo Bolivia – Uruguay |
| ----------------- | --------------- | ------------- | ------ | ------------- | --------------------------- |
| WK-eindronde      | 1               | 0             | 0      | 1             | 0 − 8                       |
| WK-kwalificatie   | 24              | 6             | 6      | 12            | 27 − 43                     |
| Copa América      | 17              | 2             | 1      | 14            | 6 − 55                      |
| Vriendschappelijk | 6               | 0             | 1      | 5             | 2 − 12                      |
| Totaal            | 48              | 8             | 8      | 32            | 35 − 118                    |

Wedstrijden bepaald door strafschoppen worden, in lijn met de FIFA, als een gelijkspel gerekend.

## Details

### Eerste ontmoeting
| Copa América 1926 (Santiago, Chili, 28 oktober 1926): |              | |
| Uruguay | 6 – 0        | Bolivia |
| Héctor Scarone 9' Héctor Scarone 12' Héctor Scarone 28' Héctor Scarone 39' Ángel Romano 67' Héctor Scarone 81'                                                          | goals        | |
| José Lago Millán en Luis Grecco | bondscoach   | Jorge Luis Valderrama |
| Fausto Batignani Emilio Recoba José Nasazzi Alfredo Ghierra José Vanzzino Lorenzo Fernández Santos Urdinarán Ángel Romano Héctor Castro Héctor Scarone Zoilo Saldombide | opstellingen | Hernán Araníbar Casiano Chavarría Diógenes Lara Jorge Luis Valderrama Jorge Soto Renato Sáinz Carlos Soto José Bustamante Mario Alborta Rafael Méndez Teófilo Aguilar |

### Tweede ontmoeting
| Copa América 1927 (Lima, Peru, 9 november 1927): |              | |
| Uruguay | 9 – 0        | Bolivia |
| Pedro Petrone 18' Roberto Figueroa 19' Juan Pedro Arremón 43' Pedro Petrone 65' Roberto Figueroa 67' Héctor Castro 68' Roberto Figueroa 69' Pedro Petrone 81' Héctor Scarone 86'  | goals        | |
| José Lago Millán en Luis Grecco | bondscoach   | Jorge Luis Valderrama |
| Miguel Capuccini Domingo Tejera Ramón Bucetta José Leandro Andrade José Vanzzino Lorenzo Fernández Roberto Figueroa Héctor Castro Héctor Scarone Juan Pedro Arremón Pedro Petrone | opstellingen | Jesús Bermúdez Casiano Chavarría Armando Renjel Diógenes Lara Froilán Pinilla Jorge Soto Carlos Soto José Bustamante José Toro Mario Alborta Rafael Méndez |

### Derde ontmoeting
| Copa América 1945 (Santiago, Chili, 15 februari 1945): |       |                                      |
| Bolivia                                                | 0 – 2 | Uruguay                              |
|                                                        | goals | 26' Nicolás Falero 75' Roberto Porta |

### Vierde ontmoeting
| Copa América 1946 (Avellaneda, Argentinië, 29 januari 1946):                                           |       |         |
| Uruguay                                                                                                | 5 – 0 | Bolivia |
| José María Medina 1' José María Medina 25' José María Medina 30' José García 75' José María Medina 78' | goals |         |

### Vijfde ontmoeting
| Copa América 1947 (Guayaquil, Ecuador, 9 december 1947): |       |         |
| Uruguay                                                  | 3 – 0 | Bolivia |
| Héctor Magliano 9' Nicolás Falero 50' Nicolás Falero 79' | goals |         |

### Zesde ontmoeting
| Copa América 1949 (Rio de Janeiro, Brazilië, 17 april 1949):                  |       |                                           |
| Bolivia                                                                       | 3 – 2 | Uruguay                                   |
| Víctor Ugarte 47' (pen.) Víctor Celestino Algarañaz 57' Benigno Gutiérrez 66' | goals | 49' Dagoberto Moll 70' Ernesto Bentancour |

### Zevende ontmoeting
| WK 1950 (Belo Horizonte, Brazilië, 2 juli 1950):                                                                                                 |       |         |
| Uruguay | 8 – 0 | Bolivia |
| Óscar Míguez 14' Ernesto Vidal 18' Juan Schiaffino 23' Óscar Míguez 40' Óscar Míguez 51' Juan Schiaffino 54' Julio Pérez 83' Alcides Ghiggia 87' | goals |         |

### Achtste ontmoeting
| Copa América 1953 (Lima, Peru, 25 februari 1953): |       |                                         |
| Bolivia                                           | 0 – 2 | Uruguay                                 |
|                                                   | goals | 11' Washington Puente 88' Carlos Romero |

### Negende ontmoeting
| Copa América 1959 (Buenos Aires, Argentinië, 8 maart 1959):                                                                                 |       |         |
| Uruguay | 7 – 0 | Bolivia |
| José Sasía 5' Guillermo Escalada 12' Víctor Homero Guaglianone 17' Carlos Borges 60' Carlos Borges 65' Vladas Douksas 69' Domingo Pérez 89' | goals |         |

### Tiende ontmoeting
| WK 1962 kwalificatie, La Paz, Bolivia, 15 juli 1961): |              |                   |
| Bolivia                                               | 1 – 1        | Uruguay           |
| Máximo Alcócer 53'                                    | goals        | 25' Luis Cubilla  |
| Max Ramírez 67'                                       | rode kaarten | 67' Ángel Cabrera |

### Elfde ontmoeting
| WK 1962 kwalificatie, Montevideo, Uruguay, 30 juli 1961): |       |                      |
| Uruguay                                                   | 2 – 1 | Bolivia              |
| Ángel Cabrera 3' Guillermo Escalada 38'                   | goals | 62' Wilfredo Camacho |

### Twaalfde ontmoeting
| Copa América 1967 (Montevideo, Uruguay, 17 januari 1967):                                |       |         |
| Uruguay                                                                                  | 4 – 0 | Bolivia |
| Pedro Rocha 5' Julio Montero Castillo 44' Roberto Troncoso 55' (e.d.) Jorge Oyarbide 81' | goals |         |

### Dertiende ontmoeting
| WK 1978 kwalificatie (La Paz, Bolivia, 27 februari 1977): |              | |
| Bolivia | 1 – 0        | Uruguay |
| Porfirio Jiménez 48' | goals        | |
| Wilfredo Camacho | bondscoach   | Juan Hohberg |
| Carlos Jiménez Eduardo Angulo Jaime Lima Jorge Campos Carlos Aragonés Jaime Rimazza Pablo Baldivieso Miguel Aguilar Ovidio Mezza Porfirio Jiménez 73' Raúl Alberto Morales | opstellingen | Rodolfo Rodríguez Alfredo de los Santos Darío Pereyra Francisco Salomón Juan Vicente Morales Sergio Ramírez 61' Juan Ramón Carrasco Pedro Graffigna Fernando Morena Waldemar Victorino 61' Washington Olivera |
| Jesús Reynaldo 73' Ismael Peinado Windsor Suárez Erwin Romero Arturo Saucedo                                                                                               | wissels      | 61' Lorenzo Unánue 61' Miguel Caillava Rafael Villazán Mario Santana Artigas Araujo |
| | gele kaarten | ??' Rodolfo Rodríguez |

### Veertiende ontmoeting
| WK 1978 kwalificatie (Montevideo, Uruguay, 27 maart 1977): |              | |
| Uruguay | 2 – 2        | Bolivia |
| Darío Pereyra 23' Darío Pereyra 50' | goals        | 25' Miguel Aguilar 61' Miguel Aguilar |
| Raúl Bentancor | bondscoach   | Wilfredo Camacho |
| Rodolfo Rodríguez Darío Pereyra Eduardo del Capellán Manuel Santana Martín Taborda Raúl Moller Alberto Santelli Lorenzo Unánue Pedro Graffigna 77' Jorge Rodríguez Cantero Nitder Pizzani | opstellingen | Carlos Jiménez Eduardo Angulo Jaime Lima Jorge Campos Carlos Aragonés Erwin Romero Jaime Rimazza Pablo Baldivieso 46' Arturo Saucedo Miguel Aguilar Porfirio Jiménez |
| Juan Muhlethaler 77' Artigas Araujo Carlos Pervena Enzo Angelo Sérgio Ramirez | wissels      | 46' Raúl Alberto Morales Ismael Peinado Edgar Vaca Ovidio Mezza Edgar Gongora                                                                                        |
| Nitder Pizzani ??' | gele kaarten | ??' Carlos Aragonés ??' Pablo Baldiviezo ??' Jaime Lima |

### Vijftiende ontmoeting
| Vriendschappelijk (Cochabamba, Bolivia, 9 november 1980): |              | |
| Bolivia | 1 – 3        | Uruguay |
| Carlos Aragones 35' (pen.) | goals        | 80' Eduardo de la Peña 87' (pen.) Julio César Morales 88' Waldemar Victorino |
| Ramiro Blacutt | bondscoach   | Roque Máspoli |
| Hebert Hoyos Edgar Vaca Eduardo Angulo Juan Carlos Trigo Luis González ??' Ramiro Vargas Carlos Aragonés David Camacho Simón Martínez Gastón Taborga Miguel Aguilar ??' | opstellingen | Rodolfo Rodríguez ??' Daniel Martínez Hugo de León José Hermes Moreira Walter Olivera Eduardo de la Peña Jorge Barrios ??' Nelson Agresta Julio César Morales ??' Venancio Ramos Waldemar Victorino |
| Omar Delgadillo ??' Silvio Rojas ??' | wissels      | ??' Víctor Diogo ??' Ariel Krasouski ??' Rubén Paz |

### Zestiende ontmoeting
| Vriendschappelijk (Maldonado, Uruguay, 11 december 1980): |              | |
| Uruguay | 5 – 0        | Bolivia |
| Waldemar Victorino 27' Julio César Morales 31' Julio César Morales 40' (pen.) Rubén Paz 53' Venancio Ramos 64'                                                                                           | goals        | |
| Roque Máspoli | bondscoach   | Ramiro Blacutt |
| Rodolfo Rodríguez Daniel Martínez ??' Ernesto Vargas ??' Hugo de León José Hermes Moreira Walter Olivera ??' Ariel Krasouski ??' Eduardo de la Peña Rubén Paz ??' Julio César Morales Waldemar Victorino | opstellingen | Hebert Hoyos Aldo Fierro Edgar Vaca ??' Juan Carlos Trigo ??' Luis González Carlos Aragonés Carlos Borja José Milton Melgar ??' Simón Martínez Miguel Aguilar ??' Silvio Rojas |
| Ricardo Meroni ??' Venancio Ramos ??' Víctor Diogo ??' Nelson Agresta ??' Miguel Falero ??' | wissels      | ??' Ramiro Vargas ??' Jorge Campos ??' Windsor del Llano |
| | gele kaarten | |
| | rode kaarten | 32' Miguel Aguilar |

### Zeventiende ontmoeting
| Vriendschappelijk (Cochabamba, Bolivia, 6 februari 1985): |              | |
| Bolivia | 0 – 1        | Uruguay |
| | goals        | 90' Darío Pereyra |
| Carlos Rodríguez | bondscoach   | Omar Borrás |
| Hebert Hoyos Eduardo Villegas Marco Herrera Miguel Ángel Noro Roberto Pérez Augusto Guillen ??' Carlos Borja Erwin Romero Óscar Ramírez Reynaldo Zambrana Víctor Hugo Antelo ??' | opstellingen | Rodolfo Rodríguez Daniel Martínez Darío Pereyra Eduardo Acevedo Nelson Gutiérrez ??' Néstor Montelongo Enzo Francescoli Jorge Barrios ??' Miguel Bossio ??' Sergio Santín Amaro Nadal |
| Eliseo Ayaviri ??' Mario Pinedo ??' | wissels      | ??' Víctor Diogo ??' Mario Saralegui ??' José Luis Zalazar |
| - Debuut van Eduardo Villegas, Mario Pinedo en Miguel Ángel Noro voor Bolivia.                                                                                                   |              | |

### Achttiende ontmoeting
| Vriendschappelijk (Montevideo, Uruguay, 23 juni 1987): |              | |
| Uruguay | 2 – 1        | Bolivia |
| Gustavo Matosas 41' Antonio Alzamendi 51' | goals        | 22' Carlos Borja |
| Roberto Fleitas | bondscoach   | Osvaldo Veiga |
| Eduardo Pereira Alfonso Domínguez Obdulio Trasante Nelson Gutiérrez José Luis Pintos Saldaña Gustavo Matosas José Perdomo Enzo Francescoli José Enrique Peña ??' Antonio Alzamendi Ruben Sosa | opstellingen | Marco Barrero Wilson Avila Rolando Coimbra Miguel Ángel Noro Marciano Saldias Carlos Borja Eduardo Villegas ??' Antonio Revuelta Carlos Arias ??' Roly Paniagua Álvaro Peña |
| Pablo Bengoechea ??' | wissels      | ??' Federico Justiniano ??' Silvio Rojas |
| - Debuut van aanvaller Álvaro Peña voor Bolivia. |              | |

### Negentiende ontmoeting
| Vriendschappelijk (Santa Cruz de la Sierra, Bolivia, 8 juni 1989): |              | |
| Bolivia | 0 – 0        | Uruguay |
| | goals        | |
| Jorge Habegger | bondscoach   | Oscar Tabárez |
| Marco Barrero Rómer Roca Eligio Martínez Ricardo Fontana Marciano Saldías Carlos Arias Miguel Rimba Eduardo Villegas 78' Fernando Salinas 79' Alvaro Peña Francisco Takeo 46' | opstellingen | Javier Zeoli José Oscar Herrera Daniel Revelez Hugo de León Alfonso Domínguez Rubén Pereira José Perdomo 68' Edison Suárez Carlos Aguilera Rubén da Silva 69' William Castro |
| Erwin Sánchez 46' Vladimir Soria 78' Arturo García 79' | wissels      | 68' Gabriel Correa 69' Gustavo Dalto |
| Carlos Arias ??' | gele kaarten | ??' Rubén da Silva |

### Twintigste ontmoeting
| Vriendschappelijk (Montevideo, Uruguay, 14 juni 1989): |              | |
| Uruguay | 1 – 0        | Bolivia |
| Carlos Aguilera 18' (pen.) | goals        | |
| Oscar Tabárez | bondscoach   | Jorge Habegger |
| Javier Zeoli José Oscar Herrera Daniel Revelez Hugo de León Alfonso Domínguez Rubén Pereira 83' Santiago Ostolaza Edison Suárez Carlos Aguilera Rubén da Silva 72' William Castro 46' | opstellingen | Luis Galarza William Ibáñez Ricardo Fontana Eligio Martínez Marciano Saldías Carlos Arias Eduardo Villegas Carlos Borja 46' Francisco Takeo Alvaro Peña Arturo García |
| Edison Suárez 46' Gustavo Dalto 72' Gabriel Correa 83' | wissels      | 46' Fernando Salinas |
| Daniel Revelez ??' | gele kaarten | ??' Eligio Martínez ??' William Ibáñez |
| José Oscar Herrera 22' | rode kaarten | 22' Arturo García |

### 21ste ontmoeting
| Copa América 1989 (Goiânia, Brazilië, 4 juli 1989): |              | |
| Uruguay | 3 – 0        | Bolivia |
| Santiago Ostolaza 30' Rubén Sosa 33' Santiago Ostolaza 60' | goals        | |
| Oscar Tabárez | bondscoach   | Jorge Habegger |
| Javier Zeoli José Oscar Herrera Nelson Gutiérrez Hugo Eduardo de León Rodríguez Alfonso Domínquez Gabriel Correa Santiago Ostoloza Pablo Bengoechea Rubén Páz 79' Antonio Alzamendi Rubén Sosa 79' | opstellingen | Marco Antonio Barrero Rómer Roca Ricardo Fontana Eligio Martínez Marciano Saldías José Milton Melgar Eduardo Villegas Carlos Borja Erwin Sánchez 34' Marco Etcheverry Arturo García |
| Rubén Pereira 79' Carlos Aguilera 79' | wissels      | 34' Ramiro Castillo |
| | gele kaarten | |
| Pablo Bengoechea 13' | rode kaarten | 26' Rómer Roca |
| - Debuut van Ramiro Castillo voor Bolivia. |              | |

### 22ste ontmoeting
| WK 1990 kwalificatie (La Paz, Bolivia, 3 september 1989): |              | |
| Bolivia | 2 – 1        | Uruguay |
| Alfonso Domínguez 38' (e.d.) Álvaro Peña 47' | goals        | 49' Rubén Sosa |
| Jorge Habegger | bondscoach   | Oscar Tabárez |
| Luis Galarza Eligio Martínez Marcos Ferrufino Ricardo Fontana Roberto Pérez Carlos Borja Erwin Romero 61' José Milton Melgar Vladimir Soria Álvaro Peña Luis Ramallo | opstellingen | Alfonso Domínguez Hugo Eduardo de León Rodríguez 80' José Oscar Herrera Nelson Gutiérrez Enzo Francescoli José Perdomo Rubén Paz Rubén Pereira Santiago Ostolaza Antonio Alzamendi Rubén Sosa |
| Erwin Sánchez 61' Carlos Trucco Rómer Roca Eduardo Villegas Marco Etcheverry                                                                                         | wissels      | 80' Pablo Bengoechea Javier Zeoli Carlos Correa José Pintos Rubén da Silva |
| Álvaro Peña 23' | gele kaarten | 23' Santiago Ostolaza 48' Rubén Paz 55' José Perdomo |
| - Debuut van verdediger Marcos Ferrufino voor Bolivia. |              | |

### 23ste ontmoeting
| WK 1990 kwalificatie (Montevideo, Uruguay, 17 september 1989): |              | |
| Uruguay | 2 – 0        | Bolivia |
| Rubén Sosa 31' Enzo Francescoli 39' | goals        | |
| Oscar Tabárez | bondscoach   | Jorge Habegger |
| Eduardo Pereira José Oscar Herrera Nelson Gutiérrez Hugo de León Alfonso Domínguez Santiago Ostolaza José Perdomo 78' Enzo Francescoli Rubén Paz 67' Antonio Alzamendi Rubén Sosa | opstellingen | Carlos Trucco Ricardo Fontana 46' Tito Montaño Marcos Ferrufino Eligio Martínez Ramiro Vargas Milton Melgar Carlos Borja Eduardo Villegas 46' Erwin Romero William Ramallo |
| Pablo Bengoechea 67' Gabriel Correa 78' Javier Zeoli William Castro Rubén da Silva                                                                                                | wissels      | 46' Erwin Sánchez 46' Álvaro Peña Luis Galarza Luis Cristaldo Marco Etcheverry                                                                                             |
| José Perdomo 6' Rubén Sosa 59' | gele kaarten | 21' Eligio Martínez 25' Carlos Trucco |
| | rode kaarten | 32', 77' Ricardo Fontana 55' Erwin Sánchez |

### 24ste ontmoeting
| Copa América 1991 (Valparaíso, Chili, 7 juli 1991): |              | |
| Bolivia | 1 – 1        | Uruguay |
| Juan Berthy Suárez 16' | goals        | 73' William Castro |
| Ramiro Blacutt | bondscoach   | Luis Cubilla |
| Víctor Aragón Miguel Rimba Marcos Ferrufino Marciano Saldias Sergio Rivero Ramiro Castillo Erwin Sánchez 82' José Milton Melgar Carlos Borja Marco Etcheverry Juan Berthy Suárez 82' | opstellingen | Fernando Álvez Guillermo Sanguinetti Daniel Revelez Eber Moas José Luis Pintos Saldaña Héctor Morán William Castro Marcelo Fracchia Gustavo Mendez 71' Henry López Báez 63' Víctor López |
| Julio César Baldivieso 82' Modesto Soruco 82' | wissels      | 63' Edgar Borges 71' Álvaro Gutiérrez |
| - Debuut van doelman Víctor Aragón en verdediger Sergio Rivero voor Bolivia. |              | |

### 25ste ontmoeting
| WK 1994 kwalificatie (La Paz, Bolivia, 8 augustus 1993): |              | |
| Bolivia | 3 – 1        | Uruguay |
| Erwin Sánchez 71' Marco Etcheverry 81' Alvaro Peña 86' | goals        | 90' Enzo Francescoli |
| Xabier Azkargorta | bondscoach   | Luis Alberto Cubilla |
| Carlos Trucco Carlos Borja Gustavo Quinteros Miguel Ángel Rimba Marco Sandy Luis Cristaldo Julio César Baldivieso José Milton Melgar Ramiro Castillo 53' Erwin Sánchez Luis Ramallo 84' | opstellingen | Robert Siboldi José Oscar Herrera Daniel Sánchez Fernando Kanapkis Nelson Cabrera Rubert Moran Álvaro Gutiérrez José Luis Salazar Enzo Francescoli 66' Daniel Fonseca 59' Rubén Sosa |
| Marco Etcheverry 53' Álvaro Peña 84' Dario Rojas Johnny Villarroel Sergio Rivero | wissels      | 59' Carlos Aguilera 66' Eber Moas Oscar Ferro Cecilio de los Santos Gustavo Poyet |
| Julio César Baldivieso 71' | gele kaarten | 25' Daniel Sánchez 40' Roberto Siboldi 77' Carlos Aguilera |
| | rode kaarten | 65' Álvaro Gutiérrez |

### 26ste ontmoeting
| WK 1994 kwalificatie (Montevideo, Uruguay, 12 september 1993): |              | |
| Uruguay | 2 – 1        | Bolivia |
| Enzo Francescoli 3' (pen.) Daniel Fonseca 51' | goals        | 23' Luis Ramallo |
| Ildo Maneiro | bondscoach   | Xabier Azkargorta |
| Robert Siboldi Gustavo Méndez José Oscar Herrera Ricardo Canals José Batista Diego Dorta Álvaro Gutiérrez 46' Enzo Francescoli Carlos Aguilera Gabriel Cedrés Daniel Fonseca 75' | opstellingen | Carlos Trucco Miguel Ángel Rimba Sergio Rivero Gustavo Quinteros Juan Manuel Peña Luis Cristaldo Carlos Borja Milton Melgar 82' Julio César Baldivieso Erwin Sánchez 63' Luis Ramallo |
| José Luis Zalazar 46' Marcelo Saralegui 75' | wissels      | 63' Álvaro Peña 82' Mario Pinedo |
| | gele kaarten | 14' Sergio Rivero 65' Miguel Ángel Rimba |
| Carlos Aguilera 43' | rode kaarten | 43' Juan Manuel Peña |

### 27ste ontmoeting
| Copa América 1995 (Montevideo, Uruguay, 16 juli 1995): |              | |
| Uruguay | 2 – 1        | Bolivia |
| Marcelo Otero 2' Daniel Fonseca 30' | goals        | 71' Óscar Sánchez |
| Héctor Núñez | bondscoach   | Antonio López |
| Fernando Álvez Gustavo Méndez José Oscar Herrera Eber Moas Tabaré Silva Diego Dorta Álvaro Gutiérrez Gustavo Poyet 66' Enzo Francescoli Daniel Fonseca 34' Marcelo Otero 71' | opstellingen | Carlos Trucco Juan Manuel Peña Miguel Rimba 88' Óscar Sánchez Marco Sandy Luis Cristaldo 56' Carlos Borja José Milton Melgar Julio César Baldivieso Marco Etcheverry 46' Miguel Mercado |
| Rubén Sosa 34' Marcelo Saralegui 66' Nelson Abeijón 71' | wissels      | 46' Álvaro Peña 56' Juan Carlos Ruíz 88' Demetrio Angola |
| José Oscar Herrera ??' | gele kaarten | ??' Álvaro Peña ??' Miguel Rimba ??' Juan Carlos Ruíz |
| - Laatste interland van Rubén Sosa (46ste) voor Uruguay. |              | |

### 28ste ontmoeting
| WK 1998 kwalificatie (Montevideo, Uruguay, 8 oktober 1996): |              | |
| Uruguay | 1 – 0        | Bolivia |
| Juan Manuel Peña 64' (e.d.) | goals        | |
| Héctor Núñez | bondscoach   | Antonio López |
| Robert Siboldi Guillermo Sanguinetti Paolo Montero José Oscar Herrera Gustavo Méndez Marcelo Otero 81' Marcelo Saralegui 82' Gustavo Poyet 62' Néstor Cedrés Daniel Fonseca Enzo Francescoli | opstellingen | Carlos Trucco Juan Manuel Peña Marco Sandy Óscar Sánchez 32' Vladimir Soria Luis Cristaldo Sergio Castillo José Milton Melgar Ramiro Castillo 81' Julio César Baldivieso Jaime Moreno |
| Luis Romero 62' Pablo Bengoechea 81' Álvaro Gutiérrez 82' | wissels      | 32' Rubén Tufiño 81' Milton Coimbra |
| Daniel Fonseca 56' | gele kaarten | 23' Óscar Sánchez 39' Rubén Tufiño 45' Luis Cristaldo 49' Ramiro Castillo |
| | rode kaarten | 79' Sergio Castillo |

### 29ste ontmoeting
| Copa América 1997 (La Paz, Bolivia, 18 juni 1997): |       |         |
| Bolivia                                            | 1 – 0 | Uruguay |
| Julio César Baldivieso 28'                         | goals |         |

### 30ste ontmoeting
| WK 1998 kwalificatie (La Paz, Bolivia, 20 juli 1997):                      |       |         |
| Bolivia                                                                    | 1 – 0 | Uruguay |
| Marco Etcheverry 75'                                                       | goals |         |
| - interland van Eber Moas (48ste) en Sergio Martínez (34ste) voor Uruguay. |       |         |

### 31ste ontmoeting
| WK 2002 kwalificatie (Montevideo, Uruguay, 29 maart 2000): |       |         |
| Uruguay                                                    | 1 – 0 | Bolivia |
| Pablo Gabriel García 26'                                   | goals |         |
| - Debuut van Darío Rodríguez (Peñarol) voor Uruguay.       |       |         |

### 32ste ontmoeting
| WK 2002 kwalificatie (La Paz, Bolivia, 15 november 2000): |       |         |
| Bolivia                                                   | 0 – 0 | Uruguay |
|                                                           | goals |         |

### 33ste ontmoeting
| Copa América 2001 (Medellín, Colombia, 13 juli 2001): |              | |
| Bolivia | 0 – 1        | Uruguay |
| | goals        | 60' Javier Chevantón |
| Carlos Aragonés | bondscoach   | Víctor Púa |
| Carlos Arias Luis Gatty Ribeiro Eduardo Jiguchi Marco Sandy Ronald Raldés Lorgio Álvarez Franz Calustro Julio César Baldivieso Limberg Gutiérrez 73' Joaquín Botero Milton Coimbra 73' | opstellingen | Gustavo Munúa Carlos Díaz Gonzalo Sorondo Joe Bizera Pablo Lima Christian Callejas Diego Pérez 56' Andrés Martínez 63' Rodrigo Lemos 79' Javier Chevantón Richard Morales |
| Ronald García 73' Líder Paz 73' | wissels      | 56' Jorge Anchen 63' Sebastian Eguren 79' Carlos Morales |
| Lorgio Álvarez 18' Julio César Baldivieso 23' Franz Calustro 66' | gele kaarten | 12' Andrés Martínez 83' Pablo Lima |
| - Debuut van Joe Bizera (Deportivo La Coruña), Pablo Lima (Danubio FC), Diego Pérez (Defensor Sporting Club), Jorge Anchén (Danubio FC), Sebastián Eguren (Montevideo Wanderers), Javier Chevantón (Danubio FC), Carlos Morales (Deportivo Toluca) en Richard Morales (Club Nacional) voor Uruguay. |              | |

### 34ste ontmoeting
| WK 2006 kwalificatie (Montevideo, Uruguay, 7 september 2003):                                  |       |         |
| Uruguay                                                                                        | 5 – 0 | Bolivia |
| Diego Forlán 17' Javier Chevantón 40' Javier Chevantón 60' Nelson Abeijón 82' Carlos Bueno 87' | goals |         |
| - Debuut van Richard Núñez (Grasshoppers) voor Uruguay.                                        |       |         |

### 35ste ontmoeting
| WK 2006 kwalificatie (La Paz, Bolivia, 12 oktober 2004): |              | |
| Bolivia | 0 – 0        | Uruguay |
| | goals        | |
| Ramiro Blacutt | bondscoach   | Jorge Fossati |
| Leonardo Fernández Marcelo Carballo 65' Ronald Raldes Ronald Arana Lorgio Álvarez 76' Ronald García 46' Erwin Sánchez Óscar Sánchez Luis Cristaldo Joaquín Botero Limberg Gutiérrez | opstellingen | Sebastián Viera Carlos Diogo Alejandro Lago Darío Rodríguez Guillermo Rodríguez Gustavo Varela Pablo García Omar Pouso 72' Mario Regueiro 76' Vicente Sánchez 78' Richard Morales |
| Diego Cabrera 46' Percy Colque 65' Gonzalo Galindo 76' | wissels      | 72' Juan Martín Parodi 76' Marcelo Sosa 78' Javier Chevantón |
| Marcelo Carballo 33' Óscar Sánchez 64' | gele kaarten | 7' Alejandro Lago 22' Carlos Diogo 86' Juan Martin Parodi |
| | rode kaarten | 74' Omar Pouso |

### 36ste ontmoeting
| Copa América 2007 (San Cristóbal, Venezuela, 30 juni 2007): |              | |
| Uruguay | 1 – 0        | Bolivia |
| Vicente Sánchez 58' | goals        | |
| Oscar Tabárez | bondscoach   | Erwin Sánchez |
| Fabián Carini Carlos Diogo 57' Diego Lugano Andrés Scotti Darío Rodríguez Maximiliano Pereira Diego Pérez Pablo García Cristian Rodríguez 90' Diego Forlán 82' Vicente Sánchez | opstellingen | Sergio Galarza Miguel Hoyos Ronald Raldés Juan Manuel Peña Lorgio Álvarez 29' Ronald García 71' Leonel Reyes Gualberto Mojica 62' Joselito Vaca Juan Carlos Arce Jaime Moreno |
| Ignacio González 57' Fabián Estoyanoff 82' Walter Gargano 90' | wissels      | 29' Sacha Lima 62' Diego Cabrera 71' Darwin Peña |
| Carlos Diogo 19' Pablo García 27' | gele kaarten | 72' Juan Manuel Peña 76' Sacha Lima |

### 37ste ontmoeting
| WK 2010 kwalificatie (Montevideo, Uruguay, 13 oktober 2007):                             |       |         |
| Uruguay                                                                                  | 5 – 0 | Bolivia |
| Luis Suárez 4' Diego Forlán 38' Sebastián Abreu 48' Vicente Sánchez 67' Carlos Bueno 83' | goals |         |

### 38ste ontmoeting
| WK 2010 kwalificatie (La Paz, Bolivia, 14 oktober 2008): |       |                                      |
| Bolivia                                                  | 2 – 2 | Uruguay                              |
| Marcelo Moreno 15' Marcelo Moreno 42'                    | goals | 63' Carlos Bueno 88' Sebastián Abreu |

### 39ste ontmoeting
| WK 2014 kwalificatie (Montevideo, Uruguay, 7 oktober 2011):         |       |                                            |
| Uruguay                                                             | 4 – 2 | Bolivia                                    |
| Luis Suárez 3' Diego Lugano 25' Edinson Cavani 34' Diego Lugano 71' | goals | 17' Rudy Cardozo 87' (pen.) Marcelo Moreno |

### 40ste ontmoeting
| WK 2014 kwalificatie (La Paz, Bolivia, 16 oktober 2012): |              | |
| Bolivia | 4 – 1        | Uruguay |
| Carlos Saucedo 6' Gualberto Mojica 27' Carlos Saucedo 51' Carlos Saucedo 55' | goals        | 81' Luis Suárez |
| Xabier Azkargorta | bondscoach   | Oscar Tabárez |
| Sergio Galarza Edward Zenteno Ronald Raldes Luis Gutiérrez Marvin Bejarano Gualberto Mojica 69' Alejandro Chumacero Rudy Cardozo Carlos Saucedo Marcelo Moreno 57' Pedro Azogue 74' | opstellingen | Fernando Muslera Mauricio Victorino 36' Maxi Pereira Andrés Scotti Cristian Rodríguez Álvaro Pereira Álvaro González 36' Walter Gargano Egidio Arévalo 66' Diego Forlán Luis Suárez |
| Juan Arce 57' Jhasmani Campos 69' Alejandro Meleán 74' | wissels      | 36' Nicolás Lodeiro 36' Edinson Cavani 66' Álvaro Fernández |
| Ronald Raldes 67' Alejandro Chumacero 73' | gele kaarten | 34' Álvaro Pereira |

### 41ste ontmoeting
| WK 2018 kwalificatie (La Paz, Bolivia, 8 oktober 2015): |              | |
| Bolivia | 0 – 2        | Uruguay |
| | goals        | 10' Martín Cáceres 68' Diego Godín |
| Julio César Baldivieso | bondscoach   | Oscar Tabárez |
| Daniel Vaca Edward Zenteno Juan Zampiery Jair Torrico Luis Marteli Walter Veizaga Yasmani Duk Alejandro Chumacero 61' Raúl Castro 46' Jhasmani Campos 69' Juan Arce                                      | opstellingen | Fernando Muslera Diego Godín José María Giménez Mathías Corujo Martín Cáceres 74' Carlos Sánchez 37' Cristian Rodríguez Álvaro Pereira Álvaro González Cristhian Stuani 62' Abel Hernández           |
| Óscar Alberto Díaz 46' Damián Lizio 61' Rudy Cardozo 69' Gustavo Salvatierra Carlos Lampe Leonel Morales Alejandro Meleán Ronald Eguino Jaime Arrascaita Erwin Saavedra Samuel Galindo Sebastián Gamarra | wissels      | 37' Camilo Mayada 62' Diego Rolán 74' Nicolás Lodeiro Martín Campaña Martín Silva Sebastián Coates Gastón Silva Nahitan Nández Brian Lozano Michael Santos Jonathan Rodríguez Giorgian de Arrascaeta |
| Luis Marteli 41' Jhasmani Campos 64' Juan Arce 77' | gele kaarten | 66' Mathías Corujo 73' Diego Rolán |
| Jair Torrico 21', 71' | rode kaarten | |